# والتر بریزولا
والتر بریزولا (انگلیسی: Walter Brizuela؛ زادهٔ ۱۶ فوریهٔ ۱۹۸۱) بازیکن فوتبال اهل آرژانتین است.
از باشگاه‌هایی که در آن بازی کرده‌است می‌توان به باشگاه فوتبال ال پورونیر و باشگاه فوتبال مادورا یونایتد اشاره کرد.